# 음력 4월 19일
음력 4월 19일은 음력 4월의 19번째 날이다.

## 사건
- 2015년 -
  - 사후 확진판정을 받은 64번 환자가 사망했다. 메르스로 인한 국내 사망자 수가 5명이 되었다.
  - 말레이시아 보르네오섬에서 규모 5.9의 지진이 발생해 13명이 사망하였다.

## 탄생
- 1921년 - 대한민국의 화가 임직순.
- 1959년 - 대한민국의 정치인 박성민.
- 1974년 - 대한민국의 가수, 방송인 신정환.
- 1987년 - 대한민국의 레이싱 모델 한채이.

## 사망
- 1801년 - 중국인 천주교 신부, 조선 천주교 순교자 주문모.
- 1812년 - 홍경래.

## 같이 보기
- 음력 360일: 1월 2월 3월 4월 5월 6월 7월 8월 9월 10월 11월 12월
- 전날:4월 18일 다음날:4월 20일 - 전달:3월 19일 다음달:5월 19일
- 양력:4월 19일
- 음력, 윤달